# Cuauhtémoc (Zacatecas)
Cuauhtémoc è una municipalità dello stato di Zacatecas, nel Messico centrale, il cui capoluogo è la località di San Pedro Piedra Gorda.
Conta 11.915 abitanti (2010) e ha una estensione di 323,51 km².
Il nome della municipalità è dedicato a Cuauhtémoc, ultimo sovrano azteco.